# André Ier Bogolioubski
Pour les articles homonymes, voir André Ier.
Andreï ou André Iourievitch (en russe : Андрей Юрьевич et en ukrainien : Андрій Юрійович), dit André Ier ou plus couramment surnommé « André Bogolioubski » (en russe : Андрей Боголюбский et en ukrainien : Андрій Боголюбський), est un dirigeant du Rus' de Kiev de la dynastie des Riourikides (né en 1111 à Rostov et mort le 28 juin 1174), qui règne de 1169 à 1171.
Fils de Iouri Dolgorouki et d'une fille du Khan des Polovtses/Coumans, Aëpa fils d'Osen, il est également prince de Vladimir de 1157 à 1174.
Son surnom de Bogolioubski (« aimé de Dieu ») lui vient de la ville de Bogolioubovo qu'il apprécie particulièrement, mais également de sa grande piété et de ses bonnes relations avec l'Église russe. Il est également surnommé à l'est le « César Scythe ».

## Biographie
Dès l'enfance, il se montre très religieux et donne beaucoup aux pauvres autour de lui. Aux alentours de 1148 à 1151, lors de la guerre civile entre Iouri Dolgorouki et son neveu Iziaslav II, André est soutenu par son père. En 1155, André quitte la ville de Vychgorod (qu'il a reçu de son père en 1149) pour s'installer à Vladimir, où il organise une bureaucratie fidèle et puissante.
À la mort de son père en 1157, il devient grand-prince de Vladimir-Souzdal, prenant ainsi le contrôle des villes de Vladimir, Rostov et Souzdal, au détriment de ses deux frères Michel Ier Iourievitch et Vsevolod III Vladimirski. À partir de 1159, il essaie de soumettre avec plus ou moins de succès la principauté de Novgorod.
André Bogolioubski tente d'unifier les terres russes sous son pouvoir. La rivalité avec Kiev atteint son apogée lorsqu'un vieil ennemi de son père, Mstislav II Chobry (cousin d'André), devient le nouveau grand-prince de la ville, venant s'ajouter à la ville de Novgorod qui demande l'aide de Mstislav, ouvrant alors la Rus' de Kiev à une nouvelle guerre civile sanglante. Les troupes d'André finissent par prendre Kiev et son trône après un siège entre le 8 et le 12 mars 1169, qu'il pille et détruit en partie (par mépris pour les Kiévains qui ont tué son père), et fait administrer sans prendre le titre de grand-prince, confiant la ville à Gleb Ier, le plus inexpérimenté de ses frères. Après avoir dérobé de nombreux objets religieux, il repart dans le nord-est de la Rus' avec ses troupes. Cet évènement met fin de fait à la suprématie de la Rus' de Kiev où le titre de « grand-prince de Kiev » ne sera ensuite disputé qu'entre de nombreux prétendants sans pouvoir réel, la nouvelle capitale de l'État russe étant désormais Vladimir. Après la mort en exil de Mstislav II Chobry en août 1170, André chasse son fils Roman Mstislavitch de la ville de Novgorod, et donne le pouvoir de la ville à un autre cousin, Rurik II.
À cette époque, la résidence préférée d'André Ier se trouve dans la ville de Bogolioubovo (près de Vladimir, où il avait un château), qui lui a donné son surnom. C'est André Bogolioubski qui a apporté l'icône de Notre-Dame de Vladimir (une des plus vénérées en Russie et du monde orthodoxe en général) à Vladimir, ville qui s'agrandit considérablement et dont le pouvoir s'accentue énormément pendant la phase de déclin de Kiev. Durant le règne de Bogolioubski, il fait construire de nombreux monastères et églises (comme la cathédrale de la Dormition de Vladimir), et la principauté de Vladimir devient progressivement la plus importante de la Rus', au détriment de Kiev. Le patriarcat de Constantinople rejette pourtant la demande d'André Bogolioubski de faire de Vladimir le siège d'un nouveau Métropolite. En contrepartie, l'empereur byzantin régnant, Manuel Ier Comnène, accepte de recueillir quatre des frères d'André condamnés à l'exil (Michel, Vsevolod, David et Iaropolk) avec leur mère, Hélène, la seconde femme de Iouri Dolgorouki.
En 1164, il sort victorieux d'une guerre contre les Bulgares (André pille systématiquement les villes bulgares, dont Bolgar, pour défendre ses frontières orientales).
Mais son autorité princière entre en conflit avec de nombreux nobles, qui ourdissent alors des complots contre lui. C'est au château de Bogolioubovo qu'il est assassiné dans la nuit du 29 juin 1174 par une vingtaine de conjurés conduits par le boyard Iakim Koutchkof, qui font irruption dans sa chambre, le tuant dans son lit. Il est enterré dans la cathédrale de Vladimir. Après sa mort, de nombreux conflits et machinations se trameront entre les boyards et habitants de Vladimir, Rostov et Souzdal, qui nommeront différents successeurs respectifs.
Sa hache de guerre incrustée d'argent peut aujourd'hui être observée au musée historique d'État de Moscou.

## Famille

### Union et descendance
Il se marie une première fois, d'une femme inconnue.
De son mariage avec une fille de boyard en 1135, Oulita Stepanovna Koutchka (née en 1113), fille de Stepan Ivanovitch Koutchka, il a plusieurs fils :
- Iziaslav (mort en 1165 à Bolgar) ;
- Mstislav ;
- Iouri, prince de Novgorod. Vers 1185/89, il épouse la reine Tamar Ire de Géorgie et change son nom en Georges Russi (le russe). Il est mort après 1193.

### Ancêtres
|  |                           |  |  |  |  |  |  |  |  |  |  |  |  |  |  |  |
|  | 16. Iaroslav le Sage      |  |  |  |  |  |  |  |  |  |  |  |  |  |  |  |
|  |                           |  |  |  |  |  |  |  |  |  |  |  |  |  |  |  |
|  |                           |  |  |  |  |  |  |  |  |  |  |  |  |  |  |  |
|  | 8. Vsevolod Ier de Kiev   |  |  |  |  |  |  |  |  |  |  |  |  |  |  |  |
|  |                           |  |  |  |  |  |  |  |  |  |  |  |  |  |  |  |
|  |                           |  |  |  |  |  |  |  |  |  |  |  |  |  |  |  |
|  | 17. Ingigerd de Suède     |  |  |  |  |  |  |  |  |  |  |  |  |  |  |  |
|  |                           |  |  |  |  |  |  |  |  |  |  |  |  |  |  |  |
|  |                           |  |  |  |  |  |  |  |  |  |  |  |  |  |  |  |
|  | 4. Vladimir II Monomaque  |  |  |  |  |  |  |  |  |  |  |  |  |  |  |  |
|  |                           |  |  |  |  |  |  |  |  |  |  |  |  |  |  |  |
|  |                           |  |  |  |  |  |  |  |  |  |  |  |  |  |  |  |
|  | 18. Constantin IX         |  |  |  |  |  |  |  |  |  |  |  |  |  |  |  |
|  |                           |  |  |  |  |  |  |  |  |  |  |  |  |  |  |  |
|  |                           |  |  |  |  |  |  |  |  |  |  |  |  |  |  |  |
|  | 9. Anastasia de Byzance   |  |  |  |  |  |  |  |  |  |  |  |  |  |  |  |
|  |                           |  |  |  |  |  |  |  |  |  |  |  |  |  |  |  |
|  |                           |  |  |  |  |  |  |  |  |  |  |  |  |  |  |  |
|  | 19. Pulchérie Skléraina   |  |  |  |  |  |  |  |  |  |  |  |  |  |  |  |
|  |                           |  |  |  |  |  |  |  |  |  |  |  |  |  |  |  |
|  |                           |  |  |  |  |  |  |  |  |  |  |  |  |  |  |  |
|  | 2. Iouri Dolgorouki       |  |  |  |  |  |  |  |  |  |  |  |  |  |  |  |
|  |                           |  |  |  |  |  |  |  |  |  |  |  |  |  |  |  |
|  |                           |  |  |  |  |  |  |  |  |  |  |  |  |  |  |  |
|  | 5. Eufimia                |  |  |  |  |  |  |  |  |  |  |  |  |  |  |  |
|  |                           |  |  |  |  |  |  |  |  |  |  |  |  |  |  |  |
|  |                           |  |  |  |  |  |  |  |  |  |  |  |  |  |  |  |
|  | 1. André Ier Bogolioubski |  |  |  |  |  |  |  |  |  |  |  |  |  |  |  |
|  |                           |  |  |  |  |  |  |  |  |  |  |  |  |  |  |  |
|  |                           |  |  |  |  |  |  |  |  |  |  |  |  |  |  |  |
|  | 6. Osen                   |  |  |  |  |  |  |  |  |  |  |  |  |  |  |  |
|  |                           |  |  |  |  |  |  |  |  |  |  |  |  |  |  |  |
|  |                           |  |  |  |  |  |  |  |  |  |  |  |  |  |  |  |
|  | 3. Aëpa                   |  |  |  |  |  |  |  |  |  |  |  |  |  |  |  |
|  |                           |  |  |  |  |  |  |  |  |  |  |  |  |  |  |  |
|  |                           |  |  |  |  |  |  |  |  |  |  |  |  |  |  |  |

## Le saint
Il est canonisé par l'Église orthodoxe russe autour de 1751. Il est fêté le 4 juillet (le 17 juillet pour le calendrier grégorien).

## Galerie

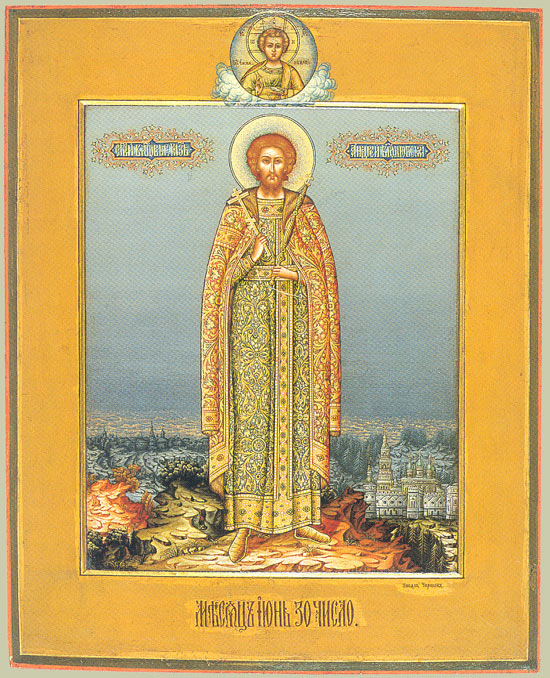
Icône de St. André Bogolioubski.
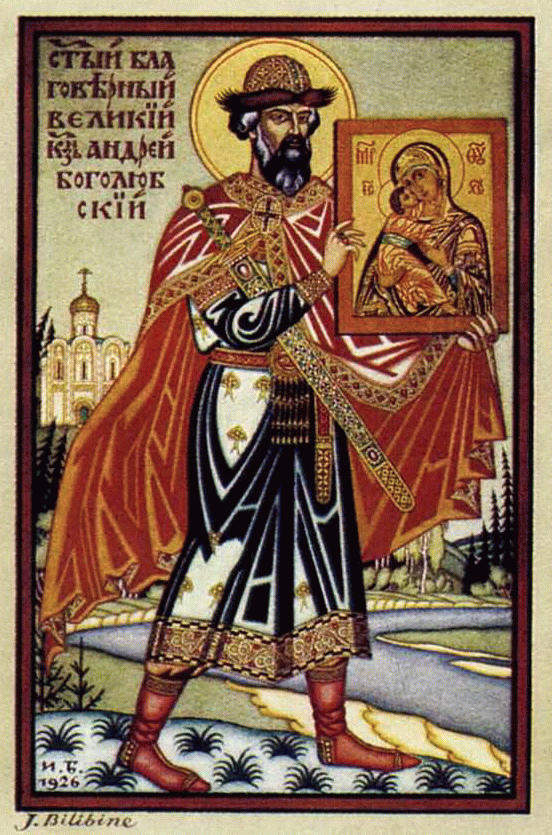
André Bogolioubski.
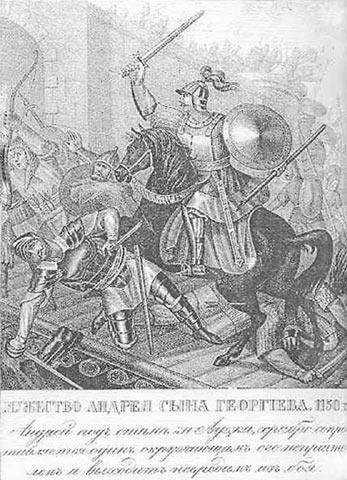
André au combat.